# كاساتو
كاساتو (بالإيطالية: Cossato)‏ هي بلدية في مقاطعة بييلا في إقليم بييمونتي في إيطاليا.

## السكان
في سنة 1861 بلغ عدد السكان 3٬448 نسمة، وتطور العدد ليصل في سنة 2011 لـ 14٬810 نسمة.
يظهر هذا المخطط البياني تطور النمو السكاني لـ كاساتو